# ذو البين
ذوالبين هي قرية في مقاطعة هشترود، إيران. عدد سكان هذه القرية هو 1,099 في سنة 2006.